# Anna Sisková
Anna Sisková (nació el 1 de julio de 2001) es una tenista profesional de la República Checa.
Sisková tiene un ranking de individuales WTA más alto de su carrera, No. 236, logrado el 1 de agosto de 2022. También con un ranking WTA más alto de su carrera, No. 64 en dobles, logrado el 15 de julio de 2024.

## Títulos WTA (1; 0+1)

### Dobles (1)
| Leyenda              |
| -------------------- |
| Grand Slam (0)       |
| Juegos Olímpicos (0) |
| WTA Finals (0)       |
| WTA 1000 (0)         |
| WTA 500 (0)          |
| WTA 250 (1)          |

| N.º | Fecha                | Torneos     | Surperfie | Compañer      | Oponetes                              | Resultado |
| --- | -------------------- | ----------- | --------- | ------------- | ------------------------------------- | --------- |
| 1.  | 9 de febrero de 2025 | Cluj-Napoca | Dura (i)  | Magali Kempen | Jaqueline Cristian Angelica Moratelli | 6-3, 6-1  |

#### Finales (1)
| N.º | Fecha               | Torneos  | Surperfie     | Compañer    | Oponetes                      | Resultado        |
| --- | ------------------- | -------- | ------------- | ----------- | ----------------------------- | ---------------- |
| 1.  | 23 de julio de 2023 | Budapest | Tierra batida | Jessie Aney | Katarzyna Piter Fanny Stollár | 2-6, 6-4, [4-10] |

## Títulos WTA 125s

### Dobles (2–3)
| Resultado | Fecha                    | Torneos                 | Superficie    | Pareja                     | Oponentes                                   | Resultado   |
| --------- | ------------------------ | ----------------------- | ------------- | -------------------------- | ------------------------------------------- | ----------- |
| Finalista | 11 de junio de 2023      | Makarska                | Tierra batida | Renata Voráčová            | Ingrid Neel Wu Fang-hsien                   | 3-6, 5-7    |
| Campeona  | 10 de septiembre de 2023 | Bari                    | Dura          | Katarzyna Kawa             | Valentini Grammatikopoulou Elixane Lechemia | 6-1, 6-2    |
| Finalista | 10 de septiembre de 2023 | Bucarest                | Tierra batida | Valentini Grammatikopoulou | Angelica Moratelli Camilla Rosatello        | 5-7, 4-6    |
| Campeona  | 6 de abril de 2024       | La Bisbal del Ampurdána | Tierra batida | Miriam Kolodziejová        | Tímea Babos Dalma Gálfi                     | w/o         |
| Finalista | 22 de junio de 2024      | Gaiba                   | Césped        | Miriam Kolodziejová        | Hailey Baptiste Alycia Parks                | 6-7(4), 2-6 |